# Colometa (bolet)
La colometao llenegall dolç (Tricholoma columbetta) és una espècie de bolet pertanyent a la família de les tricolomatàcies.

## Etimologia
L'epitet específic del seu nom científic (columbetta = petit colom) deriva del diminutiu en llatí de columba pel seu color blanc.

## Descripció
- El barret té més o menys forma cònica de jove, després més aplanat i amb un lleuger umbó apical, de color blanc de llet. Superfície lleugerament fibril·losa, lluent. Fa un diàmetre de 4-7 cm.
- Làmines d'adnexes a gairebé lliures, denses i de color blanquinós. Presenten algun reflex glauc en envellir. Aresta irregular, una mica dentada i del mateix color.
- El peu fa 5-8 per 0,5-1,5 cm, de cilíndric a fusiforme, de color blanc i amb taques blaves o glauques a la base, no sempre presents. Superfície una mica fibril·losa.
- La carn és blanquinosa, espessa i fibrosa al peu.
- Olor de massa de pa, feble.
- Sabor suau a farina.
- L'esporada és blanca i les espores són d'ovoidals a lleugerament amigdaliformes, llises, de 5,5-7 per 4-5 micròmetres.[5][6][7][8][9][10]

## Hàbitat
És un bolet poc comú que apareix a la tardor (des de principis del setembre fins a mitjan novembre) sota planifolis, especialment sureres (Quercus suber) i castanyers (Castanea sativa), i sobre sòls preferentment àcids.

## Distribució geogràfica
Es troba a Europa (incloent-hi Gran Bretanya i Irlanda) i Nord-amèrica.

## Confusions amb altres espècies
L'aspecte del barret (lleugerament umbonat), el color uniformement blanc del basidioma, l'olor no desagradable i les taques blaves o glauques de la base del peu o de les làmines, faciliten la seua ràpida identificació, i la separen d'altres espècies blanques (com ara, Tricholoma album), les quals tenen l'olor desagradable. També es podria confondre amb tàxons blancs del gènere Melanoleuca, però aquests darrers tenen un aspecte del basidioma diferent i viuen generalment en prats de muntanya.

## Comestibilitat
És comestible, però sense gaire tradició culinària, a causa sobretot de la seua raresa.